# Missionarie riparatrici del Sacro Cuore di Gesù
Le Missionarie Riparatrici del Sacro Cuore di Gesù (in portoghese Missionárias Reparadoras do Sagrado Coração de Jesus; sigla M.R.) sono un istituto religioso femminile di diritto pontificio.

## Storia
La congregazione fu fondata a Porto da Maria das Dores Paes Sande e fu canonicamente eretta il 25 marzo 1931 dal vescovo del luogo, António de Castro Meireles.
Le costituzioni dell'istituto furono elaborate dalla stessa fondatrice insieme con lo spiritano Moisés Alves de Pinho, poi arcivescovo di Luanda.

## Attività e diffusione
Le suore si dedicano alla riparazione e alla propagazione della fede cattolica tramite l'insegnamento del catechismo.
Oltre che in Portogallo, sono presenti in Angola, Capo Verde e Mozambico; la sede generalizia è a Porto.
Alla fine del 2015 l'istituto contava 144 religiose in 26 case.